# Károly Mészáros
Károly Mészáros (n. 20 iulie 1821, Hajdúdorog, Hajdú-Bihar, Ungaria – d. 2 februarie 1890) a fost un scriitor, avocat și istoric maghiar de origine română.
Este cunoscut ca autorul a 26 de cărți și a peste 800 de studii. A scris pe teme psihologice, sociologice, istorice, istoria bisericii, istoria culturală, agricultură, silvicultură, juridică, istorie juridică, financiară, administrație publică, politică și ecleziastică.